# Wenn Hitler den Krieg gewonnen hätte
Wenn Hitler den Krieg gewonnen hätte: die Pläne der Nazis nach dem Endsieg ist ein 1989 veröffentlichtes Sachbuch von Ralph Giordano. Anhand von Fakten und fertig ausgearbeiteten Plänen beschreibt Giordano, welche Folgen ein deutscher Sieg im Zweiten Weltkrieg für Europa und die Welt gehabt hätte.

## Inhalt
In verschiedenen Kapiteln wird dargelegt, welche Pläne Hitler für die militärische Unterwerfung der verschiedenen europäischen Staaten hatte. Weitere Pläne erstreckten sich auf die zukünftige Kriegsführung gegen die USA, die wirtschaftliche Ausplünderung der unterworfenen Staaten, Annexionen (z. B. Elsass-Lothringen, Nordfrankreich bis zur Kanalküste, Teile der Schweiz) sowie die weitere Durchführung des rassenideologischen Programms in Europa und den nichteuropäischen Kontinenten (bsp. geplante Kolonie in Mittelafrika).
Weitere Kapitel beschäftigen sich mit der geplanten Umgestaltung des Deutschen Reiches, mit der geplanten Errichtung der Führerstädte, der geplanten Errichtung der Totenburgen (bzw. Ehrenburgen für die Gefallenen), mit der geplanten Einführung der Polygynie sowie mit der geplanten Abschaffung der christlichen Kirchen.
Weitgehend unerwähnt bleiben die Pläne für eine Zusammenarbeit des Deutschen Reiches mit dem Japanischen Kaiserreich.

## Rezeption
Volker Ullrich lobte in der Zeit, Giordano habe „zusammengedacht und zusammengefaßt“ was zuvor nur in Einzeldarstellungen verfügbar und dem breiten Publikum kaum bekannt gewesen sei.
Jochen Thies bemängelte in der Frankfurter Allgemeinen Zeitung, das Buch beruhe mehr als angegeben auf den Standardwerken der Fachhistoriker Klaus Hildebrand und Andreas Hillgruber, ohne deren Erkenntnisse in eine dem großen Publikum zugängliche Terminologie zu übertragen. Thies verwendet das Wort „Abschrift“.
Wenn Hitler den Krieg gewonnen hätte war 1989 und 1990 über mehrere Monate in den Spiegel-Bestsellerlisten vertreten.

## Werk
- Ralph Giordano: Wenn Hitler den Krieg gewonnen hätte. Rasch und Röhring, Hamburg 1989; Kiepenheuer und Witsch, Köln 2000, ISBN 978-3-462-02944-4.

## Varia
Otto Basils satirischer Roman Wenn das der Führer wüßte (erschienen: 1966) beschreibt das brutale und menschenverachtende Alltagsleben einige Zeit nach einem fiktiven Sieg des deutschen Reichs im Zweiten Weltkrieg.